# Diccionario castellano con las voces de ciencias y artes
El Diccionario castellano con las voces de ciencias y artes y sus correspondientes en las tres lenguas francesa, latina e italiana, escrito por Esteban de Terreros y Pando, fue publicado en 1787 en Madrid, ya fallecido el autor.
Tras haber traducido los dieciséis tomos de la obra Naturaleza de Noël-Antoine Pluche, y seguramente por la necesidad de documentarse sobre los numerosos términos técnicos de tal obra, Terreros y Pando emprendió la redacción de su Diccionario castellano.
Terreros trabajó en su obra desde 1745 hasta 1767, fecha en la que, por una pragmática sanción de Carlos III, la orden jesuita (compañía a la que pertenecía Terreros y Pando) fue expulsada de España, por lo que la obra, en avanzado estado de composición, no fue publicada hasta diecinueve años después. Terreros ya había muerto y su labor fue completada por el bibliotecario de los Reales Estudios de San Isidro Miguel de Manuel.